# Championnat d'Irlande de football 1924-1925
Navigation
Édition précédente Édition suivante
Le Championnat d'Irlande de football en 1924-1925. Le championnat est remporté par les Shamrock Rovers.
Midland Athletic et Shelbourne United quittent le championnat et sont remplacés par Bray Unknowns et une équipe de Cork : Fordsons.

## Les 10 clubs participants
- Athlone Town Football Club
- Bohemian Football Club
- Bray Unknowns Football Club
- Brooklyn Football Club
- Fordsons Football Club
- Jacob's Football Club
- Pioneers Football Club
- Saint James's Gate FC
- Shamrock Rovers Football Club
- Shelbourne Football Club

## Classement
| Rang | Équipe                 | Pts | J  | G  | N | P  | Bp | Bc | Diff |
| ---- | ---------------------- | --- | -- | -- | - | -- | -- | -- | ---- |
| 1    | Shamrock Rovers        | 32  | 18 | 13 | 5 | 0  | 67 | 12 | +55  |
| 2    | Bohemian FC T          | 28  | 18 | 11 | 6 | 1  | 40 | 11 | +29  |
| 3    | Shelbourne FC          | 27  | 18 | 12 | 3 | 3  | 55 | 20 | +35  |
| 4    | Fordsons Football Club | 21  | 18 | 10 | 1 | 7  | 35 | 32 | +3   |
| 5    | Jacob's FC             | 17  | 18 | 8  | 1 | 9  | 36 | 35 | +1   |
| 6    | Saint James's Gate FC  | 17  | 18 | 5  | 7 | 6  | 30 | 36 | -6   |
| 7    | Athlone Town           | 14  | 18 | 5  | 4 | 9  | 15 | 32 | -17  |
| 8    | Brooklyn FC            | 11  | 18 | 4  | 3 | 11 | 23 | 57 | -34  |
| 9    | Bray Unknowns          | 9   | 18 | 3  | 3 | 12 | 21 | 44 | -23  |
| 10   | Pioneers FC            | 5   | 18 | 2  | 1 | 15 | 21 | 65 | -44  |

## Source
- (en) Alex Graham, Football in the Republic of Ireland : a Statistical Record 1921–2005, Soccer Books Ltd, novembre 2005, 142 p. (ISBN 978-1862231351).